# Józef Chwalibóg

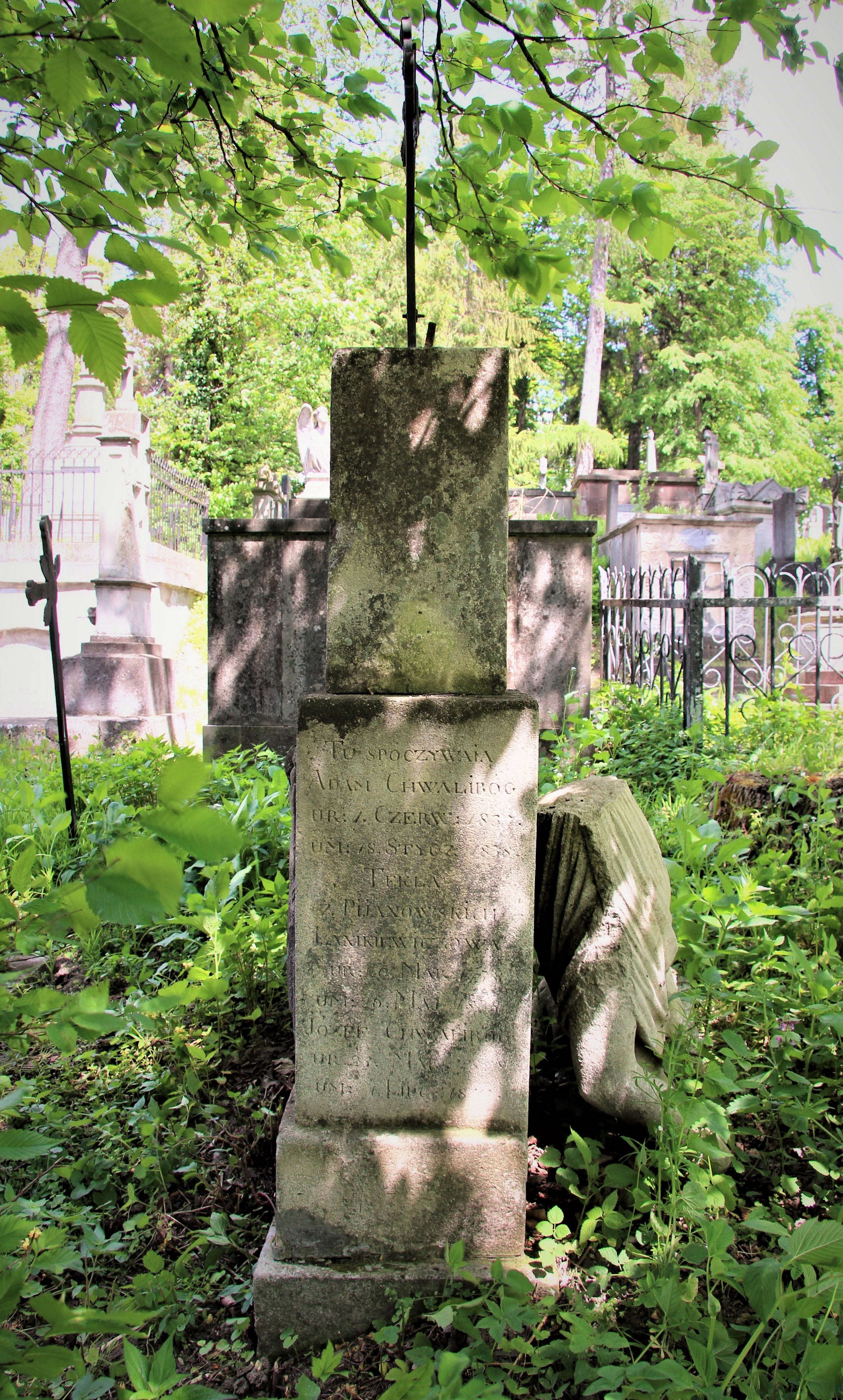

Józef Chwalibóg (ur. 18 marca 1808 w Żukowie, zm. 14 lipca 1841 w Olszanicy) – polski poeta, filozof i podróżnik.

## Życiorys
Urodził się 18 marca 1808 w Żukowie w rodzinie Stanisława i jego żony Tekli z d. Żurowskiej. Ukończył studia na Uniwersytecie Franciszkańskim i pracował przy sądzie szlacheckim we Lwowie.
Żonaty z Józefą Lanikiewicz. Po paru latach małżeństwa żona jak i małoletni synowie zmarli. W 1838 opuścił rodzinne strony i udał się w podróż zagraniczną. Zwiedził Włochy, Grecję i udał się do Jerozolimy. Spotkał się tam z abp. Ignacym Hołowińskim, który w swoich wspomnieniach Pielgrzymka do Ziemi Świętej często przywołuje to wydarzenie.
W 1840 powrócił do Galicji i tego samego roku wydał we Lwowie „Pisma Józefa Chwaliboga wydane i poprzedzone opisem żywota jego, przez Prospera Chwaliboga”. Zmarł następnego roku 11 lipca w Olszanicy i pochowany został we Lwowie.